# Friedrich d'Elvert
Friedrich svobodný pán d'Elvert (4. března 1812 Brno – 22. dubna 1901 Brno) byl rakousko-moravský právník a politik. Od mládí působil v justiční správě na Moravě a svou kariéru završil jako prezident zemského soudu v Brně (1869–1874), poté byl ještě poslancem moravského zemského sněmu (1878–1884). V roce 1875 získal titul barona.

## Životopis
Pocházel ze staré rodiny z Alsaska povýšené již v 16. století do šlechtického stavu, po francouzské revoluci přesídlil rod na Moravu. Friedrich se narodil jako třetí syn Heinricha d'Elverta (1768–1830) a jeho manželky Anne de Taintenier (1773–1865). S vyznamenáním studoval práva na univerzitě v Olomouci, kterou absolvoval v roce 1833. Po povinné praxi u různých soudních instancí působil ve finanční a justiční správě, kde od roku 1837 zastával nižší funkce. V letech 1846–1848 byl protokolistou apelačního soudu v Brně, poté sekretářem moravskoslezského zemského práva (1848–1850) a náměstkem moravskoslezského generálního prokurátora (1850–1854).
V letech 1854–1869 zastával funkci vrchního státního zástupce pro Moravu a Slezsko a nakonec byl v letech 1869–1874 prezidentem zemského soudu v Brně. Na vlastní žádost byl v roce 1874 penzionován, ale později byl ještě v letech 1878–1884 poslancem moravského zemského sněmu, kam byl zvolen za velkostatkářskou kurii. Hlásil se k německé ústavní straně, ale na půdě sněmu nijak aktivně nevystupoval.
V roce 1863 obdržel Řád železné koruny III. třídy a v roce 1864 byl spolu se staršími bratry povýšen do šlechtického stavu s titulem rytíř. V roce 1866 získal titul dvorního rady a po odchodu do penze obdržel Řád Františka Josefa (1876). V roce 1875 byl povýšen do stavu svobodných pánů. Jako dlouholetý vysoký státní úředník patřil k nejzámožnějším obyvatelům Brna, ve funkci prezidenta zemského soudu pobíral roční plat 4 200 zlatých, později na penzi dostával 6 000 zlatých ročně. Původně bydlel v domě na ulici Pekařská č. p. 5, jako dlouholetý vrchní státní zástupce a prezident zemského soudu trvale žil a úřadoval v domě Franzensberggasse č. p. 8 (dnešní ulice Bašty, tzv. Offermannův dům).
Zemřel ve věku 89 let v Brně 22. dubna 1901 a byl pohřben o dva dny později na brněnském Ústředním hřbitově.

## Rodina
Byl dvakrát ženatý, poprvé se oženil v roce 1849 s Josefínou Hopfenovou (1829–1860), sestrou vlivného podnikatele a politika barona Franze Hopfena. Po ovdovění se podruhé oženil v roce 1862 s Gabrielou Wichovou von der Reuth (1836–1924), dcerou bavorského diplomata Ludwiga Wicha. Z prvního manželství se narodilo pět potomků, z nichž tři zemřeli v dětství. Nejmladší dcera Helena (*1855) se provdala za c. k. generálmajora Friedricha von Wisera (1835–1907). Pokračovatelem rodu byl syn Heinrich (1853–1926), který také působil v justici a byl dlouholetým poslancem moravského zemského sněmu a říšské rady.
Friedrichův nejstarší bratr Christian d'Elvert (1803–1896) patřil dlouhodobě k významným osobnostem Brna, kde byl dvakrát starostou (1861–1864 a 1870–1876), proslul jako mecenáš a uplatnil se také v politice na moravském zemském sněmu i říšské radě. Další bratr Johann (1805–1878) sloužil v armádě a dosáhl hodnosti plukovníka. Jejich sestra Anna (1809–1884) byla manželkou generála Franze Kauffmanna (1777–1838), po ovdovění se jejím druhým manželem stal c. k. polní zbrojmistr a náměstek ministra války Friedrich von Teuchert (1797–1872).